# Goblin Col
Der Goblin Col (englisch für Koboldsattel) ist ein niedriger Bergsattel auf der Livingston-Insel im Archipel der Südlichen Shetlandinseln. Am südwestlichen Ende der Byers-Halbinsel liegt er 600 m südsüdwestlich des Devils Point am westlichen Ende der Nordseite der Lucifer Crags.
Das UK Antarctic Place-Names Committee benannte ihn 1993 in Anlehnung an die Benennung des benachbarten Devils Point.